# Gülperi
Gülperi es una serie de televisión turca de 2018 producida por Tims & B Productions para Show TV.

## Trama
Gülperi recibe la noticia de que su esposo Eyüp ha muerto durante un viaje de negocios. A partir de ese momento, su vida se volverá extremadamente difícil al tener que mudarse con sus tres hijos a la mansión de su suegro y familia. En ese lugar, un hermano de su esposo intenta abusar de ella, pero ella se defiende al herirlo con unas tijeras. Por esta razón, Gülperi es condenada a casi dos años de prisión. Cuando cumple su sentencia en la cárcel, regresa a la mansión para recuperar a sus hijos, quienes quedaron en custodia la familia de su esposo. Con la ayuda de Kadir, su abogado y primer amor, intentará recuperar el amor y la custodia de sus hijos.

## Reparto
- Nurgül Yeşilçay como Gülperi Çetin
- Timuçin Esen como Kadir Aydın
- Tarık Papuçcuoğlu como Yakup Taşkın
- Ece Sükan como Şeyma Ören Aydın
- Burak Dakak como Hasan Taşkın
- Aleyna Özgeçen como Bedriye Taşkın
- Emir Özyakışır como Can Taşkın
- Onur Bilge como Ejder Taşkın
- Şefika Ümit Tolun como Fatma Taşkın
- Gülçin Kültür Şahin como Kader Taşkın
- Emir Çubukçu como Ali
- Ezgi Gör como Artemis Aydın
- Haluk Cömert como Süleyman
- Süreyya Kilimci como Suna Aydın
- Hakan Atalay como Barkın Aydın
- Sezgi Deniz como Özgü
- Cem Bender como Seyit
- Erkan Bektas como Eyüp Taşkın
- Ayda Aksel como Ayten Adaklı
- Deniz Karaoğlu como Ertuğrul Serter
- Lale Cangal como Neslihan Tezcan
- Ali Uyandıran como Fikri
- İrem Kahyaoğlu como Ajda
- Mesut Özkeçeci como Erdal Alkılıç
- Rabia Soytürk como Selen Alkılıç

## Episodios
| Temporada | Temporada | Episodios | Rango de episodios | Emisión original         | Emisión original  |
| Temporada | Temporada | Episodios | Rango de episodios | Inicio                   | Final             |
| --------- | --------- | --------- | ------------------ | ------------------------ | ----------------- |
|           | 1         | 30        | 1 - 30             | 14 de septiembre de 2018 | 3 de mayo de 2019 |

### Estreno  Internacional
| Temporada | Temporada | Episodios | Episodios | Lanzamiento original | Lanzamiento original |
| --------- | --------- | --------- | --------- | -------------------- | -------------------- |
|           | 1         | 89        | 89        | 27 de julio de 2022  | 27 de julio de 2022  |

## Emisión internacional
| País      | Título                                  | Cadena       | Horario      | Estreno              |
| --------- | --------------------------------------- | ------------ | ------------ | -------------------- |
| Uruguay   | Gülperi, una madre contra la injusticia | Canal 4      | 23:00        | 20 de enero de 2020  |
| Serbia    | Гулпери                                 | Happy TV     |              | 3 de febrero de 2020 |
| Ecuador   | Gülperi                                 | Ecuavisa     | 20:00        | 28 de julio de 2020  |
| Argentina | Empoderada por siempre                  | eltrece      | 22:45        | 12 de abril de 2021  |
| España    | Gülperi, todo por mis hijos             | Divinity     | 21:30        | 22 de abril de 2022  |
| Portugal  | Gülperi                                 | SIC Mulher   | 21:50        | maio de 2023         |
| Chile     | Gülperi                                 | Canal 13     |              | Próximamente         |
| Perú      | Próximamente                            | Próximamente | Próximamente | Próximamente         |